# Majoidea
Majoidea (лат.) — надсемейство морских крабов. Ноги у представителей некоторых видов очень длинные, за что их назвали «крабы-пауки». Среди них японский краб-паук — крупнейший современный вид ракообразных.

## Таксономия
Majoidea включает 5 семейств:
- Epialtidae
- Inachidae
- Inachoididae
- Majidae
- Oregoniidae

Семейства «Pisidae» и «Tychidae» теперь рассматриваются как подсемейства Pisinae и Tychinae семейства Epialtidae, а «Mithracidae» в настоящее время рассматриваются как подсемейство Mithracinae семейства Majidae.
По данным World Register of Marine Species, на март 2025 года надсемейство включает следующие семейства:
- Epialtidae MacLeay, 1838
- Inachidae MacLeay, 1838
- Inachoididae Dana, 1851
- Macrocheiridae Dana, 1851
- Majidae Samouelle, 1819
- Mithracidae Balss, 1929
- Oregoniidae Garth, 1958
- Priscinachidae Breton, 2009 †

Существует одно ископаемое семейство Priscinachidae, представленное одним видом Priscinachus elongatus из сеномана Франции.
- Hoplophrys oatesi, из Epialtidae
- Macrocheira kaempferi, из Inachidae
- Pyromaia cuspidata, из Inachoididae
- Maja squinado, из Majidae
- Hyas coarctatus, из Oregoniidae